# Boulevard Gallieni (Gennevilliers et Villeneuve-la-Garenne)
Pour les articles homonymes, voir Boulevard Gallieni.
Le boulevard Gallieni est une des voies principales de Gennevilliers et de Villeneuve-la-Garenne.

## Situation et accès
Le boulevard suit le tracé de la route départementale D 9. Il est desservi par la gare des Grésillons.

## Origine du nom

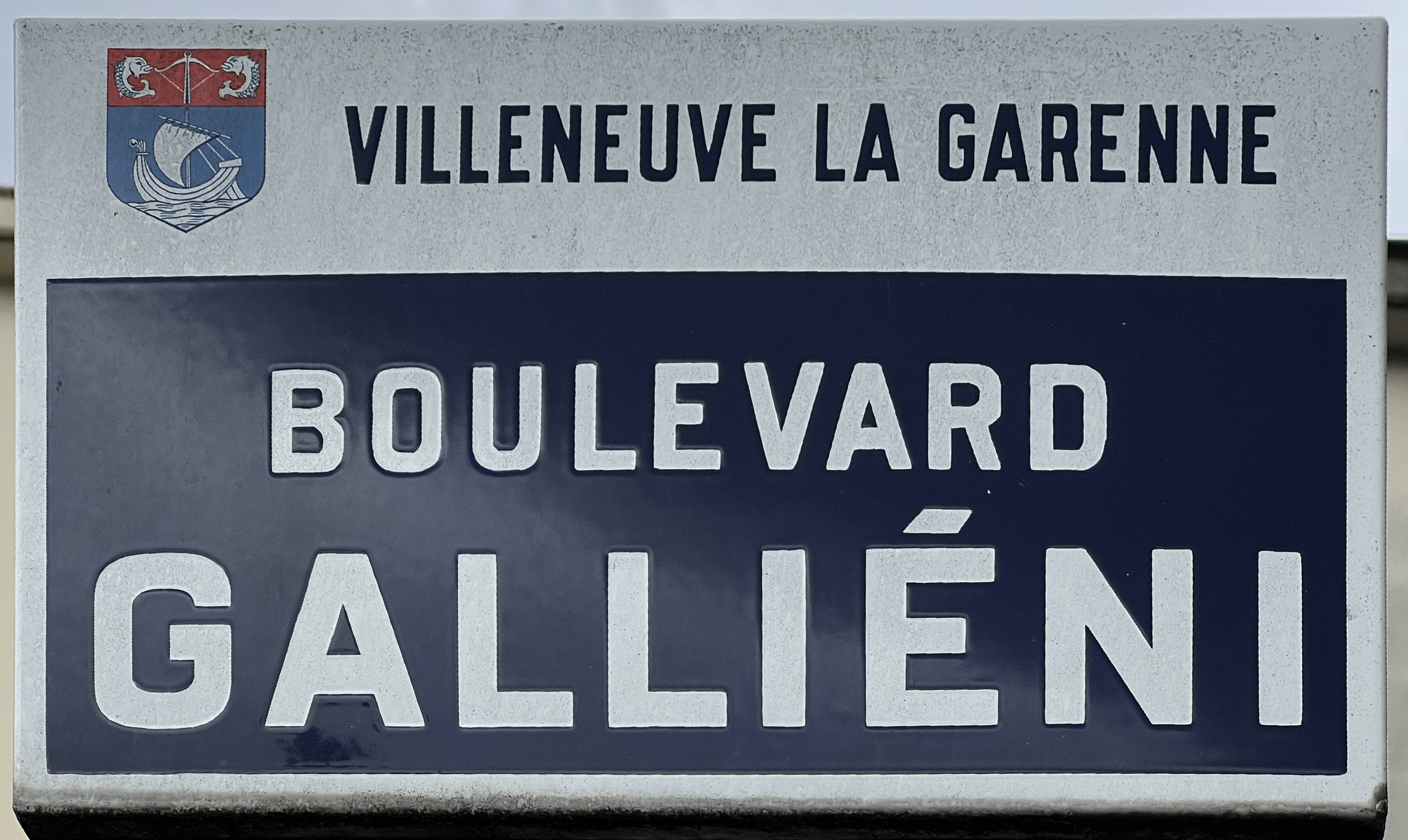
Plaque du boulevard à Villeneuve.

Le boulevard a été nommé en hommage au maréchal de France Joseph Gallieni (1849-1916), défenseur de Paris lors de la Première Guerre mondiale en 1914.

## Historique
Cette voie de communication qui se dirige vers la commune d'Asnières-sur-Seine, parallèlement aux quais de la Seine, s'appelait auparavant « route d'Asnières », puis « boulevard d'Asnières », au fur et à mesure de l'urbanisation croissante de la presqu’île de Gennevilliers, avant de prendre sa dénomination actuelle.
Avant 1929, Villeneuve-la-Garenne était un quartier de la commune de Gennevilliers. Toutefois, les gens qui habitaient près de ce boulevard et de l'avenue de Verdun étaient éloignés du centre ville. Notamment, les fidèles catholiques se rendaient sur l'Île Saint-Denis.
Pour suppléer à cette situation, en 1913, les premières messes à Villeneuve furent célébrées dans une villa de ce boulevard, à titre temporaire. En 1939, cette villa devint un bureau de poste, appelé par la suite ancienne Poste.
Elle fut complètement submergée lors de la crue de la Seine de 1910, le  niveau atteignant 1,20 mètre.
Le 8 mars 1918, durant la première Guerre mondiale, le no 191 boulevard Gallieni est touché lors d'un raid effectué par des avions allemands.

## Bâtiments remarquables et lieux de mémoire

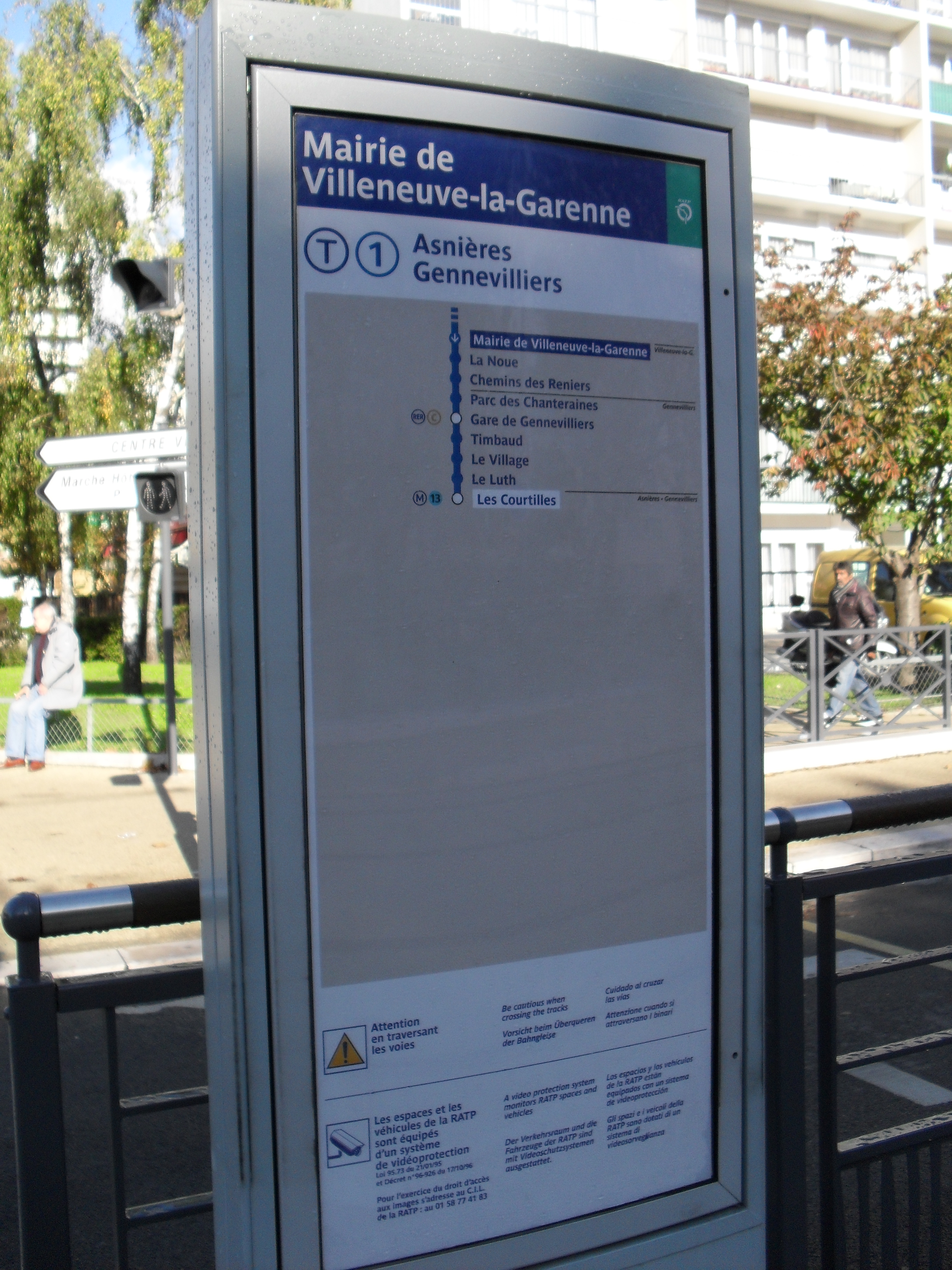
T1: Mairie de Villeneuve

- Mairie de Villeneuve-La-Garenne. Une station éponyme de la ligne 1 du tramway d'Île-de-France dessert le boulevard.
- Centre commercial Qwartz, dans le quartier de la Bongarde[6].
- Le collège Édouard-Manet se trouve dans les bâtiments d'une école de garçons construite en 1905.
- Emplacement de l'usine Davum (compagnie de dépôts et agences de vente des usines métallurgiques), un des plus gros employeurs de la ville au début du XXe siècle[7].
- Une scène du film Peur sur la ville y a été tournée.
- École maternelle construite en 1912, recensée à l'inventaire général du patrimoine culturel[8].

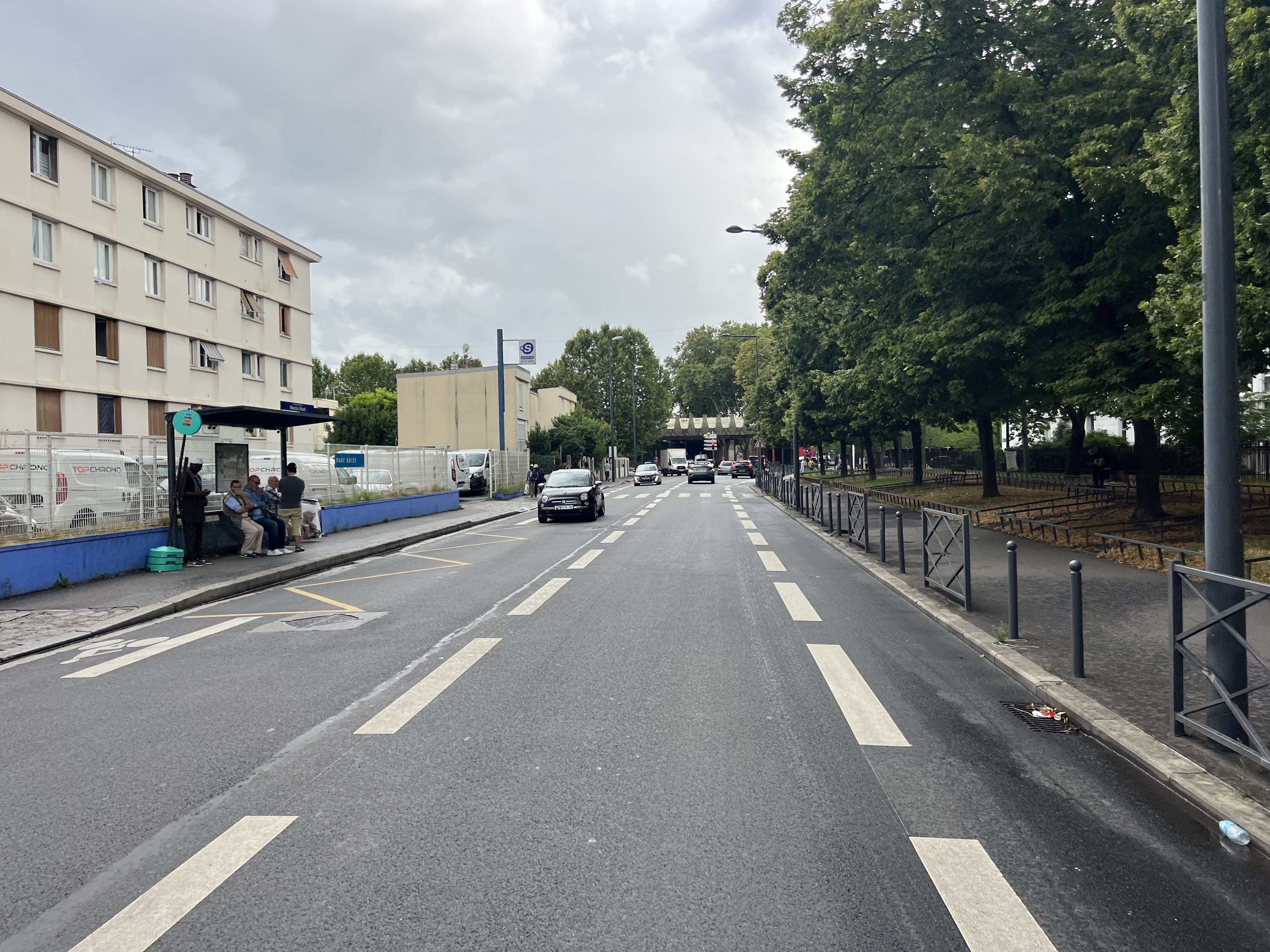
L'avenue en juillet 2023.
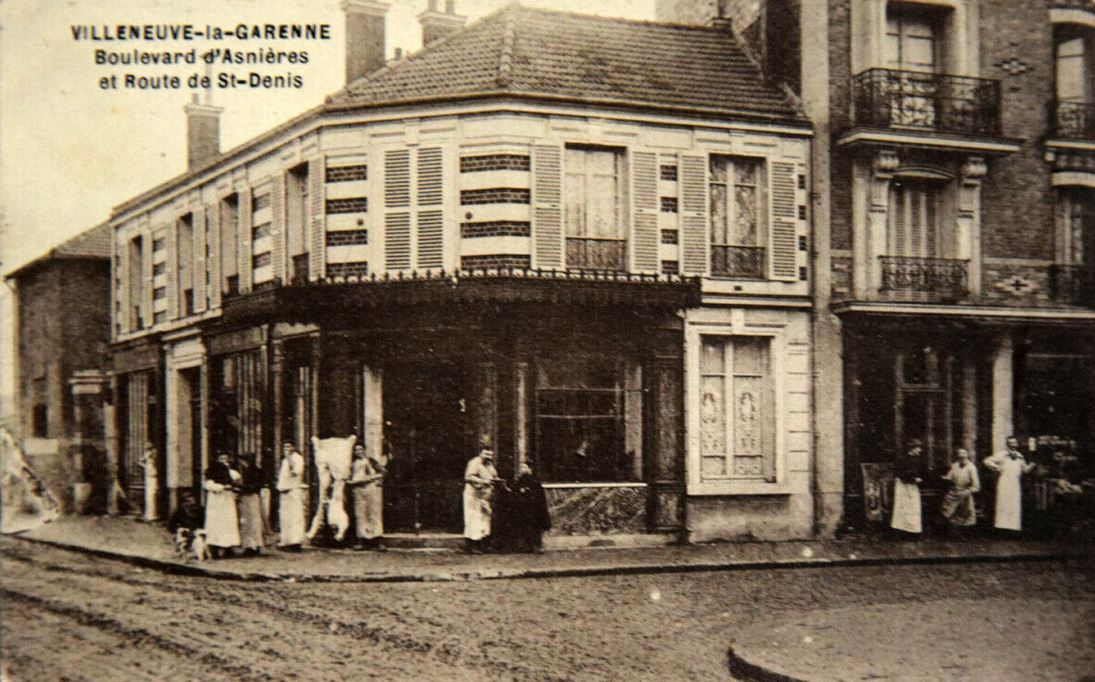
Villeneuve-La-Garenne: Boulevard d'Asnières et route de Saint-Denis.
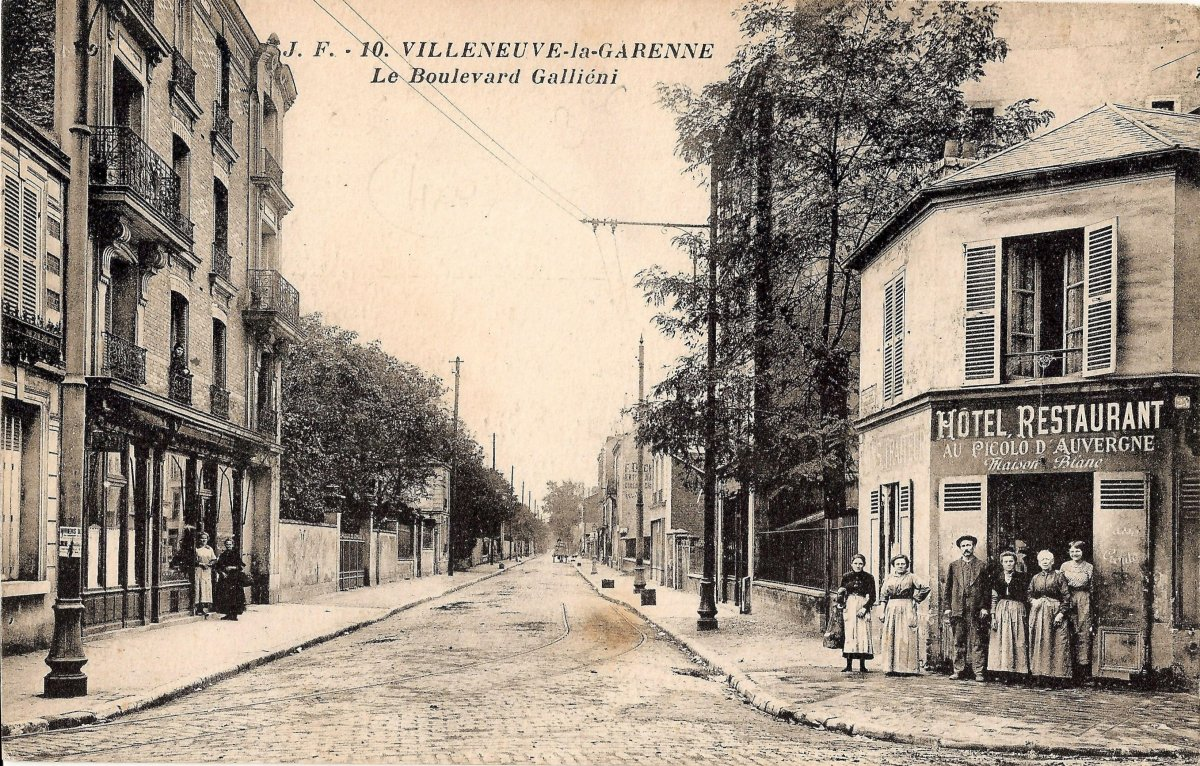
Le boulevard Galliéni vers 1900.